# أدريانا بريسكو
أدريانا دارييلي ميخيا بريسكو هي عالمة أحياء تطورية أمريكية وأستاذة جامعية في علم البيئة وعلم الأحياء التطوري في كلية العلوم التطورية في جامعة كاليفورنيا، إيرفاين. تتخصص بريسكو في قضايا الأبحاث المتعلقة بنقطة تقاطع الفيزيولوجيا الحسية ورؤية اللون والتلون والسلوك الحيواني والتطور الجزيئي وعلم الجينوميات.
تتركز أعمال بريسكو بشكل رئيسي على مسائل تتعلق بالرؤية لدى الفراشات مع تركيز خاص على إقامة صلات بين أنماط التعبير الجينية التي تفضي إلى التلون والرؤية وبين الصفات السلوكية والفيزيولوجية للفراشات. اكتشفت بريسكو وبينت بصورة منهجية على امتداد مسيرتها أن الفراشات عضويات فريدة من نوعها بإتاحتها دراسات من هذا النوع حول تنوع بروتينات المستقبلات الضوئية، أو الأوبسين، التي تعبر عنها شبكية الفراشة. واشتهرت بريسكو أيضًا بدراساتها حول التعبير الجيني لبروتينات التحول الضوئي البصري وأحداث التضاعف في جين الأوبسين واكتشاف أوبسينات جديدة واكتشاف الصبغيات الموجودة في أنماط تلون أجنحة الفراشات. وبينت دراسات بريسكو أيضًا التطور المتزامن بين الرؤية لدى الفراشة ولون الأجنحة على مستوى جزيئي كاستراتيجية لتأمين التواصل بين الأنواع.
ونظرًا إلى مساهماتها في الأبحاث، نالت بريسكو مكانة زميل منتخب في الجمعية الأمريكية لتقدم العلوم والمجتمع الحشراتي الملكي. ونالت أيضًا مكانة عالمة مميزة في الجمعية الأمريكية لتقدم العلوم. في عام 2021، مُنحت بريسكو جائزة زمالة غوغنهايم.

## النشأة والتعليم
ولدت بريسكو في هاواي وترعرعت في كولتون، كاليفورنيا، حيث تخرجت في ثانوية كولتون في عام 1988. تنحدر بريسكو من عائلة لمعلمين مكسيكيين أمريكيين وألهمها أفراد أسرتها، لا سيما جدتها من جهة أمها، كونسويلو لوزانو، وأمها، لوريتا ميخيا، لنيل تعليمها العالي. في عام 1937، كانت جدة بريسكو من جهة الأم الامرأة الوحيدة باسم إسباني تلتحق بثانوية كولتون في مقاطعة سان برناردينو. وكانت والدة بريسكو الامرأة الوحيدة باسم اسباني من سان برناردينو التي تخرجت في جامعة كاليفورنيا، ريفيرسايد في عام 1965.
بعد إتمامها تعليمها الثانوي، درست بريسكو في جامعة ستانفورد حيث نالت بكالوريوس في الفلسفة وبكالوريوس في العلوم البيولوجية وشهادة الماجستير في الفلسفة. وتابعت بريسكو دراسات ما بعد التخرج في جامعة هافارد وتخصصت في علم الأحياء التطوري حيث كانت ناومي بيرس وريتشارد ليونتين مرشدي هيئة التدريس خلال دراستها للدكتوراه. بعد نيلها شهادة الدكتوراه أصبحت بريسكو زميلة ما بعد الدكتوراه في جامعة أريزونا وفي جامعة كولورادو، دينفر حيث حصلت على زمالة من مؤسسة فورد. في عام 2012، شغلت بريسكو منصب زميلة باحثة زائرة خارجية في كلية سان جون في جامعة كامبردج. وكانت منذ العام 2012 أيضًا عضوًا منتسبًا في مركز بيكون لدراسة التطور الجاري. في مجال السياسات والتعليم العالي، كان تأييد بريسكو علنيًا لإجراء حكومي يضم عددًا أكبر من الأفراد من أصل لاتيني لتعليم العلوم.

## الأبحاث والمسيرة المهنية والخدمة
تميزت مسيرة بريسكو المهنية في الأبحاث بشكل رئيس بدراساتها حول تطور الرؤية لدى الفراشات. واشتهرت بشكل خاص باكتشافها الأوبسينات الجديدة وتطبيقها للمقاربات الوظيفية على دراسة الصبغيات الحساسة للضوء التي تساعد في رؤية الألوان، ودراستها حول الصلات بين التعبير الجيني لهذه البروتينات والسلوك الوظيفي. وتمحورت أبحاثها بشكل رئيس ضمن ميدان التطور الجزيئي.
منذ الفترة التي كانت فيها طالبة دراسات عليا في جامعة هارفارد، شاركت بريسكو في اكتشاف الأوبسينات التي تلعب دورًا محوريًا في الرؤية لدى الفراشات إلى جانب دراستها لمستوى تعبيرات البروتينات المستقبلة للضوء كوظيفة لسلوك الفراشات الوظيفي. وسعت دراساتها أيضًا إلى توضيح دور وظهور أحداث التكرار الجيني المضاعف في تعبير بروتين الأوبسين كوظيفة لمحفز بيئي.